# Parajapígids
Parajapygidae són una família d'hexàpodes pertanyents a l'ordre Diplura.

## Gèneres
- Ectasjapyx Silvestri, 1929
- Miojapyx Ewing, 1941
- Grassjapyx Silvestri, 1903
- Parajapyx Silvestri, 1903